# Ácido polihidroxibutírico
El polihidroxibutirato (PHB) o ácido polihidroxibutírico es un polihidroxialcanoato (PHA); un polímero perteneciente a la clase de los poliésteres, y fue aislado y caracterizado por primera vez en 1925 por el microbiólogo francés Maurice Lemoigne. El PHB es producido por ciertos microorganismos como un producto de  asimilación de carbono (a partir de glucosa o almidón) y es empleado por los microorganismos como una forma de almacenamiento de energía para ser metabolizado cuando otras fuentes de energía comunes no están disponibles . 
El poli-3-hidroxibutirato (P3HB) es probablemente el tipo de PHB más común de los polihidroxibutiratos, pero muchos otros polímeros de esta clase son producidos por una buena variedad de organismos: estos incluyen poli-4-hidroxibutirato (P4HB), polihidroxivalerato (PHV) y copolímeros de estos (como el PHBV que es un copolímero de PH3B y PHV):

## Biosíntesis

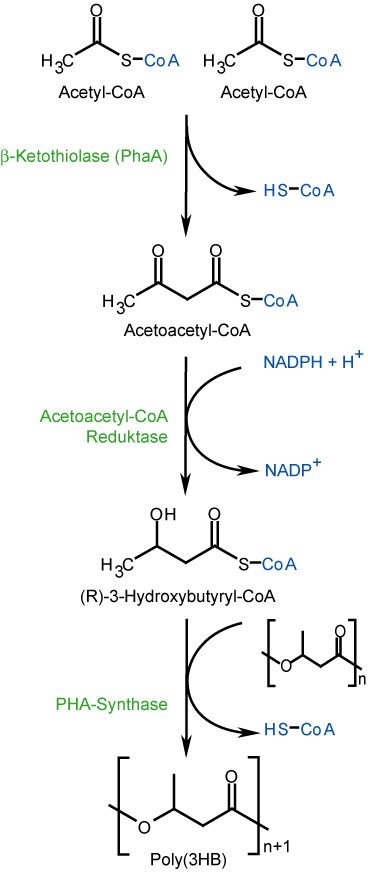
Ruta metabólica de producción de P3HB

El PHB se produce en la naturaleza de manera natural por microorganismos (tales como Ralstonia metallidurans o Bacillus megaterium) aparentemente en respuesta a condiciones de estrés fisiológico; principalmente condiciones en las que los nutrientes son limitados. El polímero es principalmente un producto de asimilación de carbono (a partir de glucosa o almidón) y se emplea por estos microorganismos como una forma de almacenamiento de energía para ser metabolizados cuando otras fuentes de energía comunes no están disponibles. 
La biosíntesis microbiana de PHB comienza con la condensación de dos moléculas de acetil-CoA para dar acetoacetil-CoA que se reduce posteriormente a 3-hidroxibutiril-CoA. Este último compuesto se utiliza a continuación como un monómero para la polimerización del PHB. Los gránulos de PHB se recuperan entonces a partir de las células.

## Propiedades de los PHB
La mayoría de los plásticos comerciales son polímeros sintéticos derivados de la petroquímica. Tienden a resistirse a la biodegradación. Estos plásticos derivados del PHB son atractivos porque son biodegradables. 
ICI había desarrollado el material en la etapa de planta piloto en la década de 1980, pero el interés se desvaneció cuando se hizo evidente que el costo del material era demasiado alto y sus propiedades no pudieron igualar a las del polipropileno. 
En 1996 Monsanto compró todas las patentes para hacer el polímero de ICI (que se vende como un copolímero de PHB con PHV bajo el nombre comercial de Biopol). Sin embargo, los derechos de Monsanto del Biopol se vendieron a la compañía americana Metabolix en 2001. Monsanto comenzó a centrarse en la producción de PHB a partir de plantas en lugar de las bacterias. Pero debido a la mala prensa de los medios de comunicación sobre los cultivos transgénicos, ha habido pocas noticias de los planes de Monsanto para este PHB obtenido con plantas.